# Parafia Opieki Matki Boskiej w Owczarach
Parafia Opieki Matki Boskiej w Owczarach – parafia greckokatolicka w Owczarach, w dekanacie krakowsko-krynickim archieparchii przemysko-warszawskiej. Założona w 1998.